# Wulverdinghe

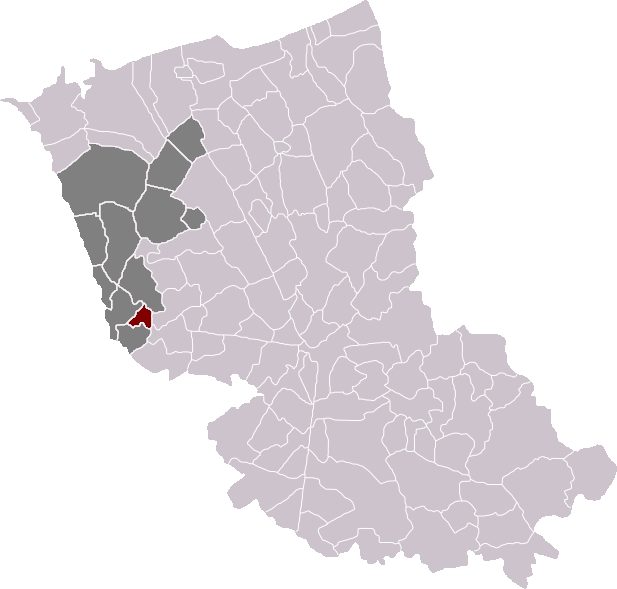
Localització de Wulverdinghe

Wulverdinghe (en neerlandès Wulverdinge) és un municipi francès, situat a la regió dels Alts de França, al departament del Nord, que forma part de la Westhoek. L'any 2006 tenia 253 habitants. Limita amb Watten, Volckerinckhove, Millam, Saint-Momelin i Lederzeele

## Demografia
| 1962                                       | 1968 | 1975 | 1982 | 1990 | 1999 |
| ------------------------------------------ | ---- | ---- | ---- | ---- | ---- |
| 257                                        | 232  | 198  | 206  | 227  | 230  |
| Des de 1962: població sense dobles comptes |      |      |      |      |      |

## Administració
| Període | Identitat       | Partit |
| ------- | --------------- | ------ |
| 2001-   | Michel Kerfyser |        |